# 剥线钳
剥线钳（英語：Wire stripper，也称电线剥皮钳）是一种小型的手持式设备，用来剥去电线上的绝缘层。

## 种类

### 手动
美式简易手动剥线钳是一对相对应的刀片，像是剪刀或斜口鉗。增加了中心的凹口以便于切割绝缘层而不切到电线芯。此种剥线钳使用时要施加压力并绕绕绝缘层旋来切割层周的绝缘层割因为于绝缘层没有粘结到电芯上，因此很容易将其从末端拉出。这种类型的剥线适用于于任何尺寸的电线。
另一手动剥线钳上述简易剥线钳的设计非常相似，但配有多个大小不同的凹口，用户可以使用与导线尺寸相符的凹口而免于旋转切割，但这仅适用于直径接近凹口尺寸的导线。将导线放入这种剥线钳后，只需将钳夹紧，就可将剩余的电线拉出而剥去绝缘层。
欧式剥线钳看上去更像带凹口的钳子，带有可用螺丝调节的手柄。

### 激光剥线钳
激光剥线钳是一种计算机控制的设备，使用激光烧掉电线的绝缘层，非常类似于数控雕刻机。因为不会损坏导体，激光剥线机主要用于极细规格的导线。典型的CO2激光剥线机应能够从任何尺寸的电线上剥去绝缘层。 

## 画廊

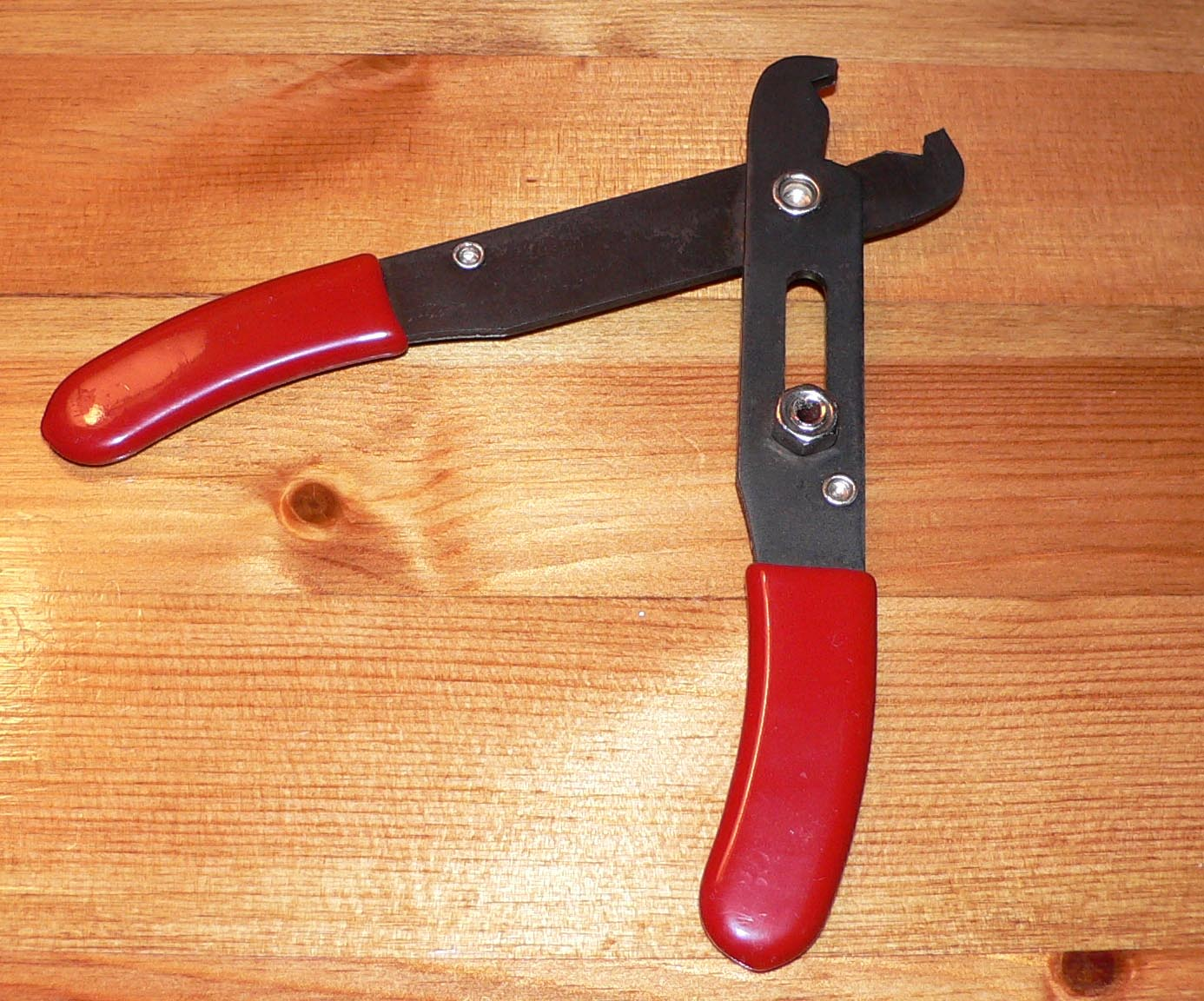
一种简易的美式手动剥线钳
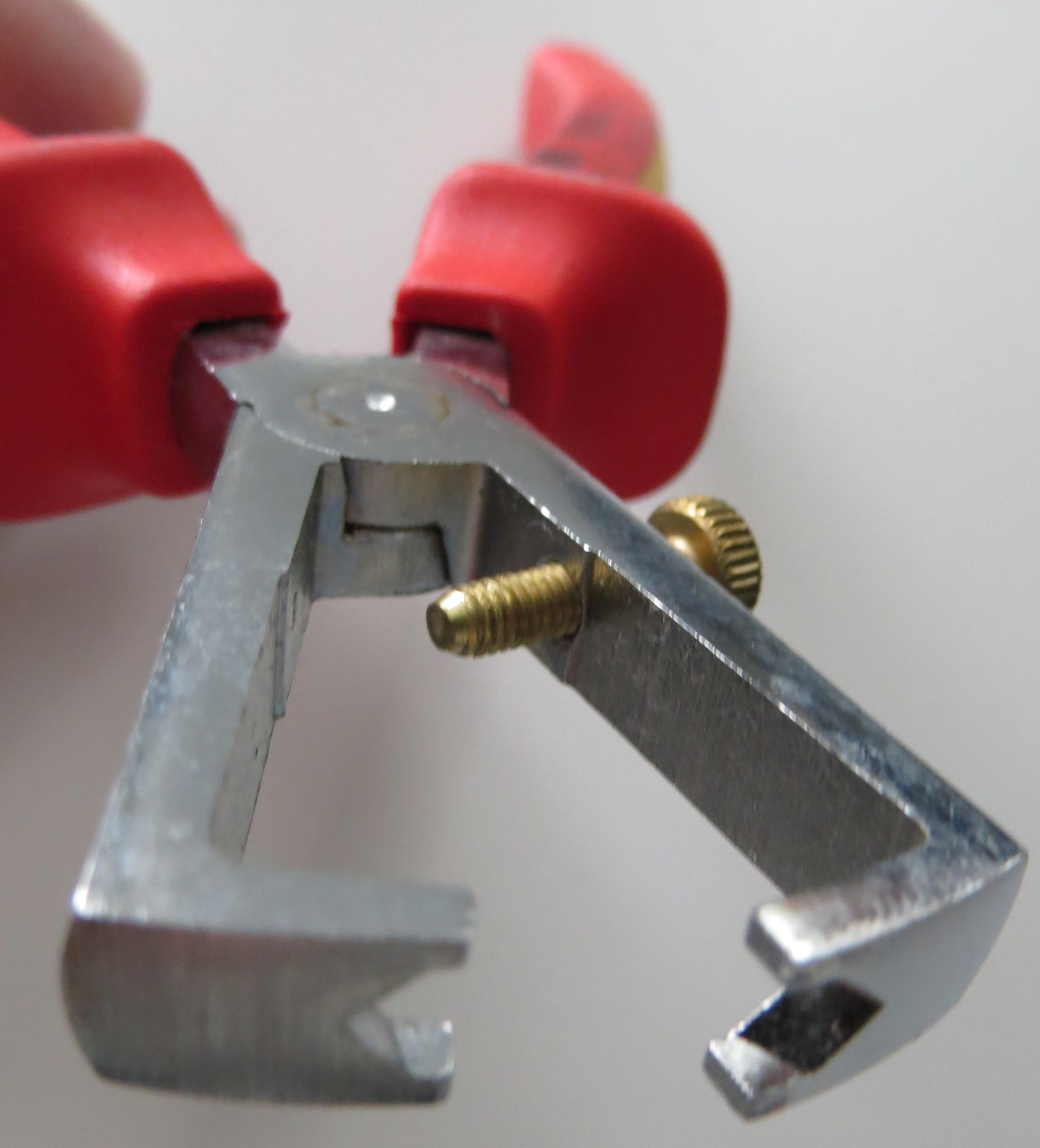
欧式剥线钳
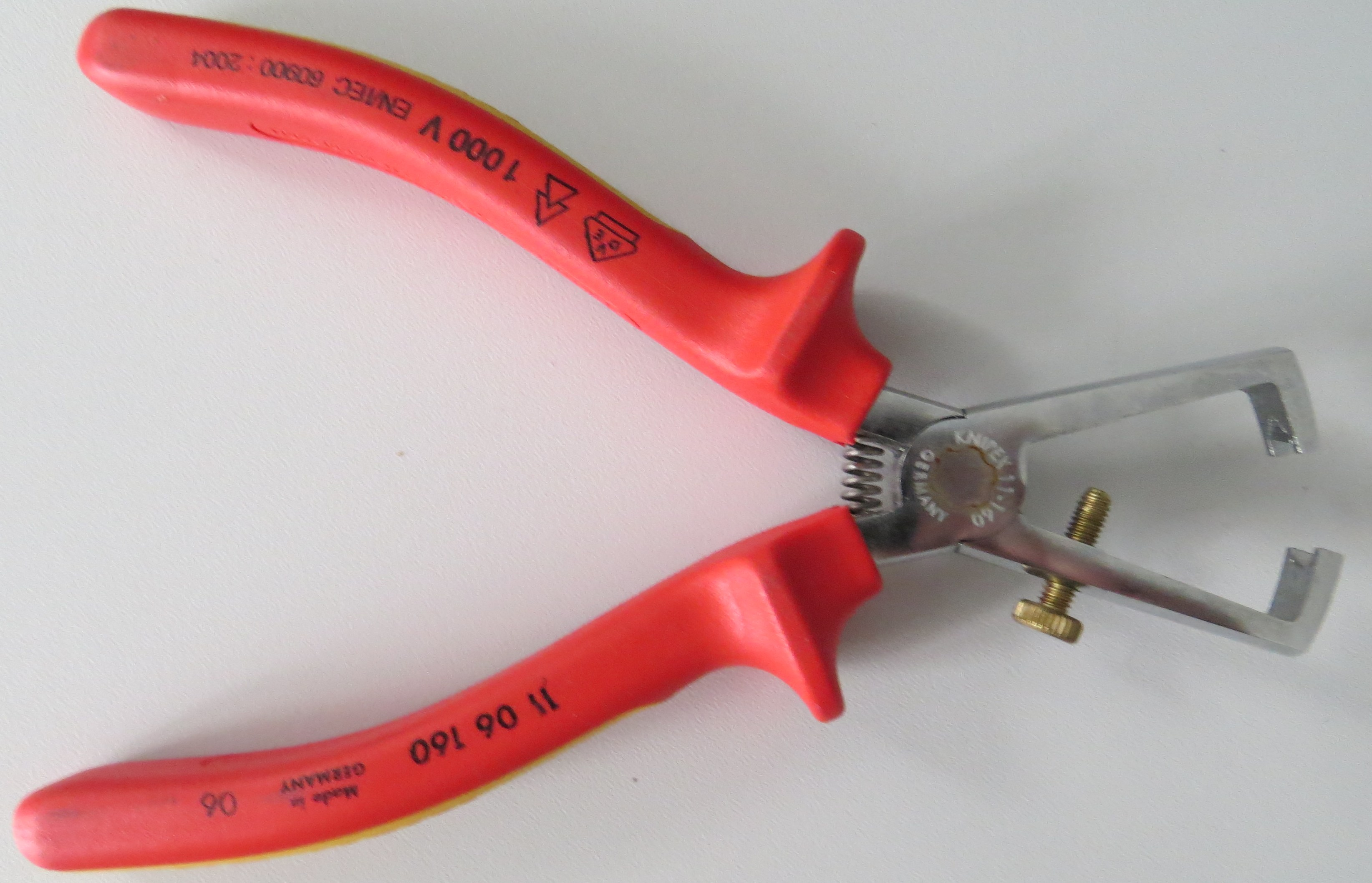
欧式剥线钳
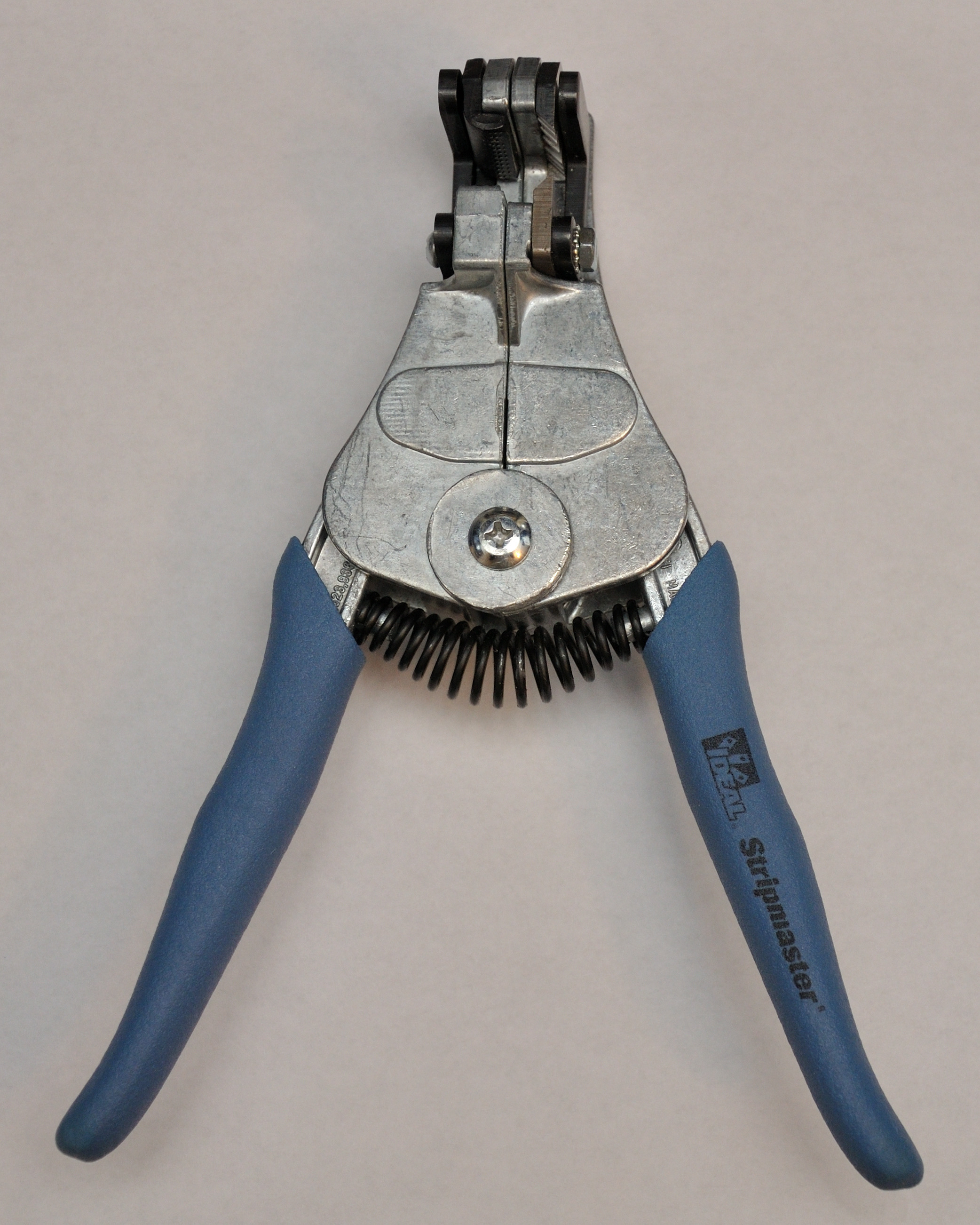
复合自动剥线钳
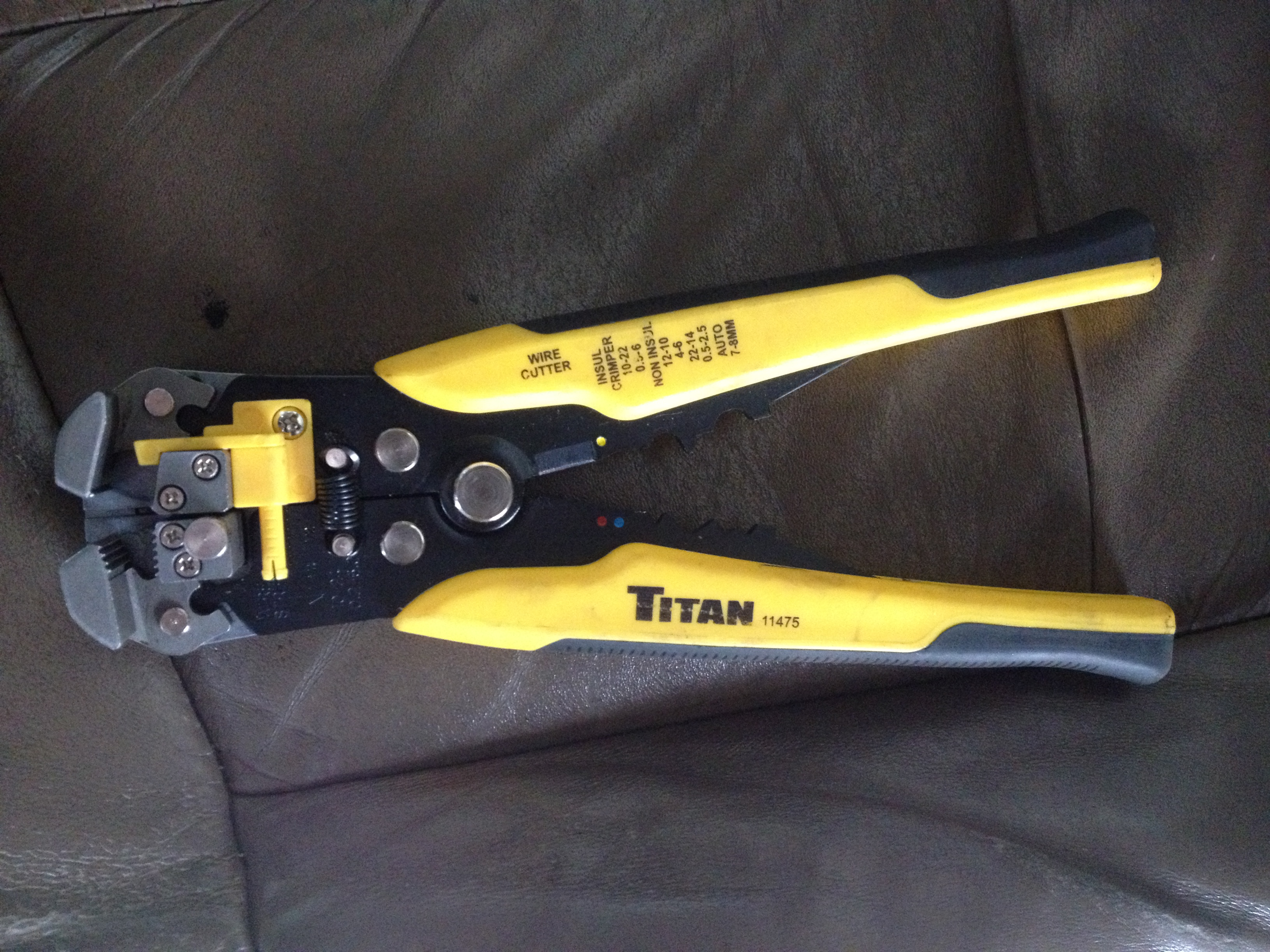
一种自动剥线钳